# فرد كرادوك
فرد كرادوك (بالإنجليزية: Fred Craddock)‏ هو كاتب أمريكي، ولد في 30 أبريل 1928 في همبولت في الولايات المتحدة، وتوفي في 6 مارس 2015 في بلو ريدج في الولايات المتحدة بسبب مرض باركنسون.